# 1989 TW
1989 TW är en asteroid i huvudbältet som upptäcktes den 4 oktober 1989 av de båda japanska astronomerna Takeshi Urata och Kenzo Suzuki i Toyota.
Asteroiden har en diameter på ungefär 3 kilometer.